# Liepe
Liepe is een gemeente in de Duitse deelstaat Brandenburg, en maakt deel uit van het Landkreis Barnim.
Liepe telt 636 inwoners.